# PCMジャズ喫茶
PCMジャズ喫茶（ピーシーエムジャズきっさ）は、ミュージックバードの『122ch The Jazz』で隔週の土曜日に放送されているトーク番組である。2011年8月よりタイトルを『ジャズ喫茶「MUSIC BIRD」』（ジャズきっさ ミュージックバード）に変更した。PCM時代から既に10年を突破している長寿番組である。2024年2月17日の放送をもって終了。

## 概要
1998年4月の放送開始当時は『ブルーアンドセンチメンタル・PCMジャズ喫茶』とのタイトルで放送されており、『PCMジャズ喫茶』はサブタイトル扱いであったが、回数を重ねるたびにサブタイトルの『PCMジャズ喫茶』が定着し、番組タイトルとなった。
パーソナリティは寺島靖国で、当初は1人で放送していたが1998年5月23日の放送から編集者の安原顯を迎えて以降、2002年まで永世客人として放送を続け、その後2003年にゲストのメンバーチェンジを行う。

## パーソナリティ
- 寺島靖国

## 歴史
- 1998年4月、PCMの『The Jazz』で放送されていた『辛口トークセッション』に出演していた寺島が自身の番組を持つ形で『ブルーアンドセンチメンタル・PCMジャズ喫茶』のタイトルで放送を開始。
- 1998年5月23日、この日の放送から編集者の安原顯をゲストに迎え、以降永世客人として番組に出演する。
- 2002年11月30日、安原が癌の治療の影響により安原の自宅にて出前録音の内容を放送。この録音は翌12月14日の放送分も合わせて11月中に収録されるが、この後安原が入院をする。
- 2002年12月28日、この回の放送からゲストが変更し、カメラマンの山本博道とジャズ評論家の田中伊佐資の3人で放送を行う。
- 2003年1月25日のエンディングにて、1月20日の安原の死去が報告される。
- 2003年4月、このクールから出前録音と題して全国のジャズ喫茶やジャズに関する施設に訪れて出前録音の内容が放送されるようになる。
- 2003年10月4日、この回からゲストが変更され、ジャズ評論家の岩浪洋三とオーディオ評論家の長澤祥での3人で放送を開始。番組リニューアルに際して3人の年齢の合計から「200歳トリオ」と称して番組を進行。最近は[いつ?]、ジャズピアニストの山中千尋、編集者でジャズ評論も行う高野雲、“普通のジャズファン”である人妻Aらをゲストに招き、敢えて違う世代や、ジャズ観の異なるゲストを迎え入れることにより、番組の活性化に力を入れる方向になってきている。
- 2008年春より、1時間の枠が2時間枠に延長された。
- 2008年5月30日、秋葉原にある石丸電気の高級オーディオ専門店「レフィーロ・アンド・アネーロ」で公開収録を行った。ゲストはオーディオマニアで知られる三上剛志。（放送は08年12月）
- 2011年4月より安原の出演回を「PCMジャズ喫茶スーパーアーカイヴ」として放送。
- 2011年8月、タイトルを『ジャズ喫茶「MUSIC BIRD」』に変更。
- 2024年2月17日の放送をもって終了[1]。

## 放送局・ネット局
いずれも隔週土曜日の14:00 - 16:00である（隔週のため、翌週は再放送となる。）。
- ミュージックバード 122ch 『The Jazz』
- モバHO! ch341 『The Jazz』（終了）
- エフエム多摩G-WIND（2006年6月を以ってネット終了）